# Подмосковные каменоломни
Подмосковные каменоломни — подземные полости искусственного происхождения в Московской области, где в старину (XIV—XIX вв.) добывался известняк (реже песчаник) для зданий Москвы и Подмосковья.
Эти пещеры не представляют особого научного интереса и почти не привлекают внимание государственных организаций. Однако они очень популярны среди энтузиастов, для которых посещение пещер является хобби, развлечением, или даже образом жизни. Можно говорить о том, что вокруг пещер образовалась определённая субкультура.

## Историко-географический очерк
Основные очаги добычи белого камня располагались в бассейне реки Оки на берегах следующих рек:
1) помимо собственно Оки (юго-восток современного Подмосковья), также на берегах её левого притока Москвы-реки;
2) «Пахорский бассейн» на берегах Пахры и её притоков Десны, Рожайки, Мочи, Жданки, Лубянки — в междуречье Оки и Москвы-реки, которое ныне преимущественно относится к городским округам Домодедово и Подольск (в старину долину Пахры от Домодедова до Нижнего Мячкова также называли «Каменная сторона»);
3) на берегах Осётра, правого притока Оки.
Возраст систем в среднем насчитывает несколько веков, а наиболее оживлённо выработки велись во 2-й половине XIX века.
Несмотря на то, что официальные власти ранее неоднократно пытались закрыть те или иные системы пещер, они практически всегда вновь вскрывались энтузиастами. С советских времён власти не предпринимали ни одной попытки закрытия входов, хотя разговоры об этом ведутся постоянно.

### Распределение каменоломен по бассейнам рек
Все исторические каменоломни расположены на реках, по которым, видимо, добытый камень и вывозился к местам строительства — иногда за сотни километров (например, белый камень памятников старины Суздальского края XII века происходит из Мячковских каменоломен на стрелке Пахры и Москвы-реки). Из-за этой логистической привязки разбросанные по Подмосковью выработки естественным образом районируются по рекам:

#### Москва-река
- «Полушкинские каменоломни»[7] (по расположенным неподалёку ж/д станции и деревне в Одинцовском городском округе; также «Тучковские» или «Васильевские» каменоломни — по более близким населённым пунктам под названиями Тучково и Васильево в Рузском городском округе; вход на северном берегу Москвы-реки напротив деревни Григорово);
- «Партизанская»[8][9] (также «Картинская» по посёлку под названием Картино, близ Тучково).

#### Пахра с притоками
В Пахорском бассейне сосредоточены наиболее протяжённые из выявленных на данный момент подземных выработок в Московской области:
| Название                                    | Местонахождение                                                                           | Протяжённость | Координаты входа                |
| ------------------------------------------- | ----------------------------------------------------------------------------------------- | ------------- | ------------------------------- |
| Сьяны                                       | Около деревни Новленское, в 4 км к востоку от платформы Ленинская Павелецкого направления | ~19 км        | 55°29′05″ с. ш. 37°47′18″ в. д. |
| Камкинская каменоломня (Кисели)             | В долине реки Пахры на правом берегу у деревни Киселиха                                   | 13730 м       | 55°28′33″ с. ш. 37°48′17″ в. д. |
| Силикаты (Девятовская)                      | 3 км к западу от станции Силикатная Курского направления                                  | 11870 м       | 55°27′49″ с. ш. 37°31′27″ в. д. |
| Никиты (Мартьяновская)                      | В нескольких сотнях метров к югу от села Никитского, на правом берегу реки Рожайки.       | ~15 км        | 55°24′20″ с. ш. 37°44′12″ в. д. |
| Володары (система Константиновского оврага) | посёлок Володарского, Ленинский городской округ                                           | 5500 м        | 55°29′12″ с. ш. 37°57′13″ в. д. |

У этой пятёрки самых протяжённых систем обнаружены следующие подсистемы (либо соседствующие с ними отдельные ветки):
- «Солнечная» (от Щапова по левому берегу вниз по течению Лубянки, недалеко от её устья на реке Моче 55°24′49″ с. ш. 37°26′07″ в. д.HGЯO)[11];
- «Фабричная» («Богородская», «Ватутинки», среднее течение Десны, Троицк)[12];
- «Алхимовская» (нижнее течение реки Десны, деревня Алхимово)[13];
- «Рыбинская» (располагается близ деревни Рыбино, чуть ниже по течению реки Десны от входа в «Силикаты», на противоположном от них, правом берегу)[14];
- «Пионерская» («Звёздочка», «Верхненикитская-2», вход к югу от села Никитского, правый берег Рожайки, закрыта)[14];
- «Пионерская» («Новленская»[15], восточная окраина Новленского на реке Пахре, закрыта)[16];
- «Мещеринская» (левый берег Пахры, у посёлков под названиями Мещерино и Чурилково)[17];
- «Чурилковская» (левый берег Пахры, над системой находится посёлок Чурилково, закрыта)[17];
- «Глиняная» (левый берег Пахры, примыкает к Чурилковской системе)[16];
- «Дугинская» («Юбилейная», левый берег Пахры, закрыта)[18];
- «Дикая» («Шмелиная», «Котляково-5», правый берег Пахры, закрыта)[16];
- «Жабья» («Жданковская», на реке Жданке)[19];
- «Ежевичка» (входит в систему Константиновского оврага)[20];
- «Орешная» (входит в систему Курьей, Константиновского оврага)[21];
- «Мячковские» (устье Пахры на Москве-реке, срыты);

### Перспективные системы
В ряде городов на Оке и её притоках Москве-реке и Осётре сохраняется высокая вероятность открытия в ближайшем будущем следующих исторических подземных выработок:

#### Ока
- Система «Замок» (место впадения Нары в Оку под Серпуховом, существование подтверждается летописями, исследования не проводятся за отсутствием финансирования)[22].
- «Коломенские» или «Протопоповские каменоломни» (на месте бывшей деревни Протопопово, ныне микрорайон. Колычёво г. Коломны)[23], где добывался т.н. «коломенский» или «протопоповский камень» для строительства Храма Христа Спасителя.
- Подземные полости в Пущине[24], Озёрах, Ожерелье, Кашире[23], Муроме[25].

#### Осётр
Весь бассейн Осётра, вероятно, является единой спелестологической провинцией (наиболее известная часть которой — «Гурьевские каменоломни» — обнаружены в верхнем течении реки, в современной Тульской области).
- Каменоломни Зарайска[23].
- Старые разработки в карьерах у деревни Курбатово городского округа Серебряные Пруды[26].
- Разработки у деревни под названием Лишняги (12 км выше по течению реки Полосни от устья на Осётре в городском округе Серебряные Пруды)[26].

#### Москва-река
При проведении соответствующих исследований, возможны открытия следующих исторически существовавших систем:
- Разработки песчаника в Лыткарине[27];
- Разработки песчаника в Татарове[3] (ныне в черте Москвы);
- Даниловские разработки песчаника в Нижних Котлах[3] (ныне в черте Москвы);
- Каменоломни в Крылатском[3] (ныне в черте Москвы);
- Каменоломни в Хорошёве[3] (ныне в черте Москвы);
- Каменоломни в Шелепихе[3] (ныне в черте Москвы);
- Каменоломни на Пресне[3] (ныне в черте Москвы);
- Каменоломни в Дорогомилове[28] (ныне в черте Москвы);
- Каменоломни в Филях[3] (ныне в черте Москвы, ниже порта по течению Москвы-реки, в районе здания «РОССПИРТПРОМа» — Кутузовский пр-т, д.34)[29];
- Каменоломни под Воробьёвыми горами[3] (ныне в черте Москвы, близ «Мосфильма»);
- Разработки фосфоритов в Коломенском[3] (1920-е годы, ныне в черте Москвы);
- Разработки фосфоритов в Чагино[3] (1920-е годы, ныне в черте Москвы).